# Республика Македония на «Евровидении-2008»
Македония на «Евровидении» 2008 года отправила трио: Тамара Тодевска, Раде «Врчак» Врчаковски и Адриан Гаджа с песней «Let me love you».

## Представители

### Исполнители[1]
- Тамара Тодевская родилась 1 июня 1985 в Скопье в македонско-сербской семье. Сестра певицы Тияны Тодевской-Дапчевич, дочь оперной певицы Бранки Тодевской (боснийской сербки). Дебютировала в 2001 году на музыкальном фестивале «Солнечные скалы» в Черногории с песней «Дали знам» Роберта Билбилова. Со своей матерью участвовала в фестивале в Охриде и заняла 3-е место. Трижды участница Макфеста (город Стип) 2004, 2006 и 2007 годов (в 2006 году победила на фестивале в дуэте с Врчаком с песней «Седмо небо»). Выступала в сербской поп-группе «187». В 2005 году записала сольный альбом «Сино», ставший лучшим альбомом в Македонии. В 2006 году, сотрудничая с Врчаком, выступила на фестивале в Будве с песней «Лоза девојка». Ранее выступала на сцене Евровидения 2004 года как бэк-вокалистка Тоше Проески; в 2007 году заняла 2-е место с песней «Кази кој си ти», уступив Каролине Гочевой.
- Раде Врчаковски, известный также как Врчак, родился 17 ноября 1980. Сын музыканта. Окончил медицинский вуз, но выбрал музыкальную карьеру. Дебютировал на Макфесте в 2001 году с Адрианой Яневской в дуэте, в 2004 году повторил результат с Робертом Билибовым. Победу одержал в 2006 году с Тамарой Тодевской. Выпустил два альбома «Како да побегнам од се» (1999) и «Во твоето срце» (2007), с последним завоевал ряд наград. Посол доброй воли ЮНИСЕФ, лауреат гуманитарной награды имени Матери Терезы. Врчак написал слова для песни «Нинанајна», с которой Елена Ристеска ездила в 2006 году на Евровидение.
- Адриан Гаджа родился 13 февраля 1984 в Скопье. Албанец по происхождению. Окончил музыкальную школу по классу виолончели, дебютировал на «Нота Фест» в 2001 году и одержал там победу. Выпустил четыре альбома — три на албанском и один на македонском. Лауреат фестивалей Видеофест, Топфест, Макфест, Охрид Фест. Известен как хореограф и режиссёр сценических выступлений. В 2006 году участвовал в отборе к Евровидению в дуэте с Эсмой Реджеповой и стал вторым. Гастролирует в Германии, Швеции, Дании, Норвегии, Италии и Швейцарии. Знает английский.

### Песня и клип
Автором музыки и текста к песне является Раде Врчаковски. Видеоклип на песню был снят после встречи глав делегаций Евровидения, поэтому его не показывали во время обзора участников. Песню записали на шести языках: македонском, английском, русском (под названием «Во имя любви»), сербском, турецком и албанском. Клип также был снят на шести языках: все языковые версии не отличаются ничем, кроме языка исполнения. Полностью на своих языках звучат английская, турецкая и македонская версии, в остальных трёх «запев» звучит на английском.

## Национальный отбор
Македонское радио и телевидение объявило об отборочном конкурсе в конце 2007 года. Было подано 130 заявок, из которых 15 были выбраны специальным жюри, куда входили и бывшие участники Евровидения. Шесть песен, написанные известными композиторами, были сняты с соревнования после внутреннего совещания.
Финал состоялся 23 февраля 2008 и был показан по национальному телевидению в рамках фестиваля «Skopje Fest 2008». Песни исполнялись на македонском языке. Победитель определялся при помощи голосования телезрителей и жюри.
| Номер | Исполнитель                           | Песня                | Телезрители | Жюри | Итог | Место |
| 1     | Сасо Гигов Гис                        | Docna e              | 5           | 7    | 12   | 4     |
| 2     | Анета Кацуркова                       | Poraka               | 0           | 2    | 2    | 12    |
| 3     | Parketi                               | Strawberry           | 3           | 5    | 8    | 6     |
| 4     | Ристо Самарджиев & Flash              | Dojdi do mene        | 7           | 10   | 17   | 3     |
| 5     | Туна                                  | Prasuvam bez glas    | 0           | 6    | 6    | 7     |
| 6     | Ламбе Алабакоски                      | Zemjo moja           | 10          | 8    | 18   | 2     |
| 7     | Элвир Мекич                           | Armija               | 6           | 0    | 6    | 8     |
| 8     | Горан Наумовский                      | Tajna skriena        | 0           | 0    | 0    | 14    |
| 9     | Тамара Тодевска, Врчак & Адриан Гаджа | Vo imeto na ljubovta | 12          | 12   | 24   | 1     |
| 10    | Влатко Илиевски                       | So drugi zborovi     | 1           | 0    | 1    | 13    |
| 11    | Ноне Недельковская                    | Vrati se             | 2           | 3    | 5    | 9     |
| 12    | Йова Радевская                        | Jas sum ovde         | 4           | 0    | 4    | 10    |
| 13    | Игор Митровик                         | Jas i ti             | 0           | 0    | 0    | 15    |
| 14    | Соня Тарцуловская                     | Sever i jug          | 8           | 1    | 9    | 5     |
| 15    | Nokaut                                | Samovila             | 0           | 4    | 4    | 11    |

## Выступление
По правилам Евровидения, в концертном номере могли быть задействованы до 6 человек с учётом бэк-вокалистов. Специально были приглашены три бэк-вокалистки. Песня исполнялась на английском языке.
Перед конкурсом критики не давали высоких шансов на попадание Македонии в финал, несмотря на то, что с момента введения полуфиналов в 2004 году страна ни разу не пропускала финал. Некоторые считали, что Македония должна была отправить на конкурс вообще песню с Детского Евровидения, которая по качеству была лучше. Автор независимого интернет-проекта «Евровидение-Казахстан» Андрей Михеев выставил следующие оценки по 10-балльной шкале

- Mузыка: Лучше бы они придержали великолепную песню из детского Евровидения этого года... 5/10
- Текст: Без комментариев.
- Вокал: Основной женский вокал неплох, но от обрамления двойным рэпом... 6/10
- Итого: Известно, что Македония проходит в финал при любой песне. Неужели даже при такой?? 7/10

Российский специалист по конкурсу Евровидение Антон Кулаков был ещё более категоричен и вообще призвал отправить конкурсантов «в сад», выставив следующие оценки:

- Музыка: Господи! Ну почему на детское выбирается блестящая песня, а на взрослое - этот этношлак? 5/10
- Текст: Ну да - Выпьем за любовь. В совмещении с английским будет еще банальнее. 4/10
- Вокал: Гаксху я просто не заметил. А это нытье на переднем плане ординарно. 4/10
- Итог: В сад их, в сад.

Македония заняла 10-е место с 64 баллами, однако по иронии судьбы не попала в финал. Только первые 9 мест гарантировали автоматическое попадание в финал, а 10-го участника (или участницу) определяло жюри. К несчастью для трио, вместо Македонии в финал попала исполнительница от Швеции Шарлотта Перелли с 12-го места.

## Голосование

### В полуфинале
| Голоса за исполнителей из Македонии во втором полуфинале | Голоса за исполнителей из Македонии во втором полуфинале |
| -------------------------------------------------------- | -------------------------------------------------------- |
| Оценка                                                   | Страны                                                   |
| 12                                                       | Хорватия, Сербия                                         |
| 10                                                       | Болгария                                                 |
| 8                                                        | Швейцария                                                |
| 7                                                        | Турция, Албания                                          |
| 6                                                        | -                                                        |
| 5                                                        | -                                                        |
| 4                                                        | Чехия                                                    |
| 3                                                        | -                                                        |
| 2                                                        | Дания, Швеция                                            |
| 1                                                        | -                                                        |

| Голоса телезрителей Македонии в первом полуфинале | Голоса телезрителей Македонии в первом полуфинале |
| ------------------------------------------------- | ------------------------------------------------- |
| Оценка                                            | Страна                                            |
| 12                                                | Албания                                           |
| 10                                                | Хорватия                                          |
| 8                                                 | Турция                                            |
| 7                                                 | Болгария                                          |
| 6                                                 | Украина                                           |
| 5                                                 | Чехия                                             |
| 4                                                 | Латвия                                            |
| 3                                                 | Дания                                             |
| 2                                                 | Грузия                                            |
| 1                                                 | Швейцария                                         |

### В финале
| Голоса телезрителей Македонии в финале | Голоса телезрителей Македонии в финале |
| -------------------------------------- | -------------------------------------- |
| Оценка                                 | Страна                                 |
| 12                                     | Албания                                |
| 10                                     | Сербия                                 |
| 8                                      | Азербайджан                            |
| 7                                      | Турция                                 |
| 6                                      | Россия                                 |
| 5                                      | Босния и Герцеговина                   |
| 4                                      | Украина                                |
| 3                                      | Греция                                 |
| 2                                      | Хорватия                               |
| 1                                      | Армения                                |

## Телевещание
Комментатором для македонского телевидения стала Миланка Расич. Глашатаем стал телеведущий МРТ Огнен Яневский.